# Chiautempan

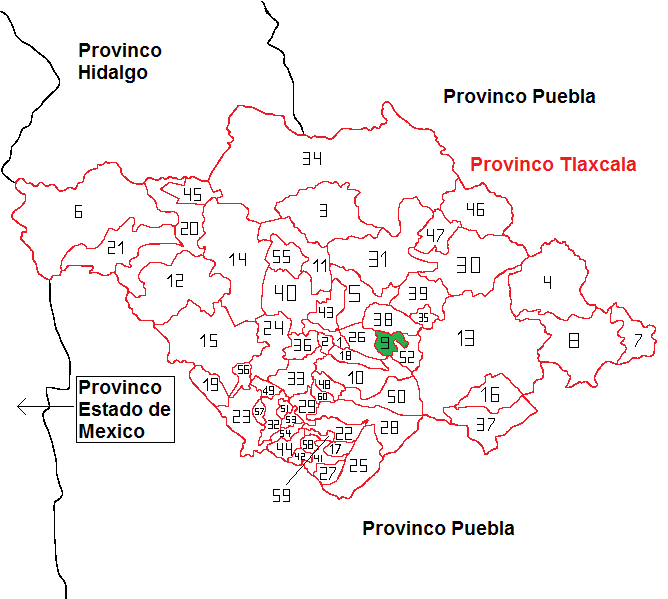
Położenie gminy Chiautempan na mapie stanu Tlaxcala

Chiautempan  – gmina w meksykańskim stanie Tlaxcala. Jest jedną z 60 gmin w tym stanie. Siedzibą gminy jest miasto Santa Ana Chiautempan. 

## Geografia gminy
Znajduje się na terenie Wyżyny Meksykańskiej Centralnej, na wysokości około 2300 m n.p.m. 
Powierzchnia gmina Chiautempan wynosi 66 210 km², zajmuje 1,63% terytorium stanowego i graniczy z gminami Contla de Juan Cuamatzi na północy, na południu z Tlaxcala i San Francisco Tetlanohcan.
Ze względu na wysokie położenie gminy nie ma upałów a średnia temperatura maksymalna wynosi 24,5°C, podczas gdy średnia minimalna 7,3°C. Ze względu na przewagę wiatrów północnych i północno-wschodnich jest to rejon bardzo suchy i opady przypadające na miesiące maj-wrzesień wynoszą rocznie tylko od 6,3 mm do 165,0 mm.

Ludność gminy wynosząca w 2005 roku około 46,8 tys. mieszkańców, znajduje zatrudnienie przede wszystkim w rolnictwie i leśnictwie oraz przemyśle.